# Vaxduk

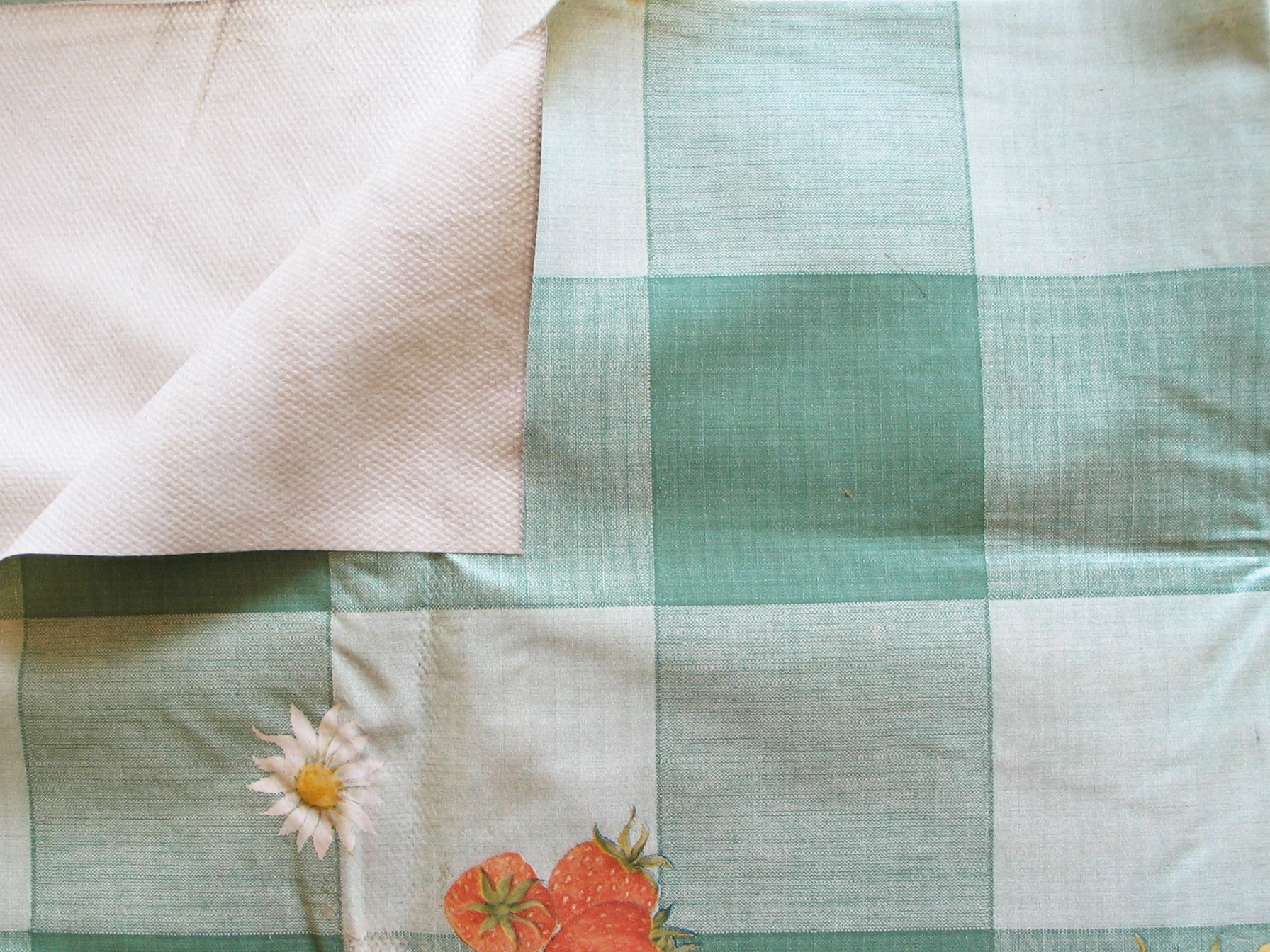
Vaxduk som används i kök.

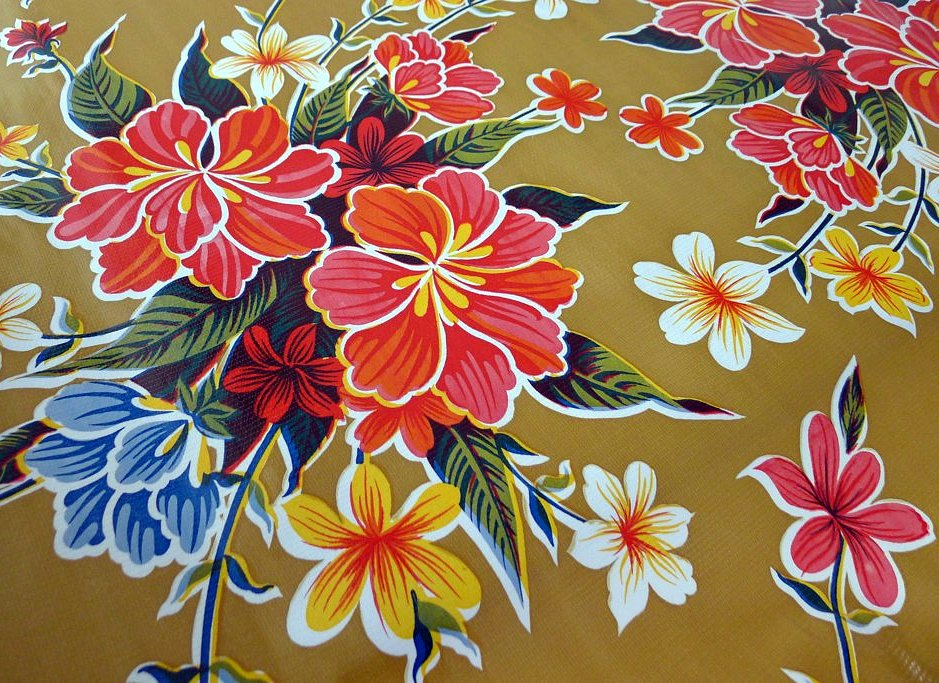
Vaxduk

Vaxduk är en föregångare till vävburen plast med tryckt mönster. Dagens vävburna plast kallas ofta oegentligt för vaxduk. Den har ofta använts som duk på köksbord, som skyddsbeklädnad på hyllor och skåplådor m.m., eftersom den är tålig för spill och lätt att torka ren. En traditionell tillämpning är vaxduksboken, en liten oöm anteckningsbok med linjerade blad och mjuk pärm av svart vaxduk. Ofta är kantsnittet rödfärgat. Tillverkning av vaxduk har statistiskt nummer 17549 enligt Statistiska centralbyråns klassifikation.
Ursprungligen var vaxduk verkligen duk impregnerad med vax. Man spände upp stora stycken lärft i ramar och beströk tyget med vaxlösning, som fick torka. Proceduren upprepades ett flertal gånger, tills vaxlagret blivit tillräckligt tjockt. Detta var omständligt och tidskrävande. Dessutom sprack vaxskiktet i köld, det klibbade i normal temperatur och luktade illa i värme.
Så småningom bytte man ut vaxlösningen mot linoljefernissa, som också pålades i flera omgångar. Namnet "vaxduk" behölls, trots att produkten inte längre hade med vax att göra, men även beteckningen oljeduk kom att användas. Denna så kallade vaxduk eller oljeduk kunde tryckas med olika mönster, och fick då ett dekorativt plusvärde.
För kvalificerade ändamål, till exempel som fuktbevarande bandage och "våtvärmande omslag" byttes den relativt grova lärften ut mot den finare kvaliteten taft, och produkten kallades då vaxtaft.
I slutet av 1940-talet kom den nyuppfunna plasten att ersätta fernissvarianten av äkta vaxduk. Den korrekta benämningen blev nu vävburen plast som till sin natur avlägsnar sig ännu mer från första tidens vaxduk. I dagligt tal lever benämningen "vaxduk" fortfarande kvar.